# Вінс Осуджі
Вінс Чиджіоке Осуджі (англ. Vince Chijioke Osuji; нар. 6 квітня 2006) — нігерійський футболіст, захисник бельгійського клубу «Брюгге».

## Клубна кар'єра
Вихованець нігерійської футбольної академії «Де Кардинал». Восени 2022 року був помічений скаутами шведського «Кальмара» і влітку 2023 року отримав запрошення на перегляд до клубу. 15 квітня 2024 року підписав п'ятирічний контракт із «Кальмаром». 7 липня дебютував за клуб в матчі Аллсвенскан проти АІКа, вийшовши в стартовому складі. 24 серпня 2024 року в поєдинку проти «Мальме» забив свій перший гол за «Кальмар».
23 січня 2025 року перейшов у бельгійський «Брюгге», підписавши чотирирічний контракт. Сума трансферу становила 3 млн євро, а з урахуванням бонусів може зрости до 4 млн. Також цей продаж став найдорожчим в історії «Кальмара», перевершивши трансфер Арі Феррейри в АЗ 2007 року. 22 лютого дебютував за резервну команду в матчі Челленджер Про-ліги проти «Локерена».

## Статистика виступів
Станом на 18 квітня 2025 
| Клуб              | Сезон             | Чемпіонат           | Чемпіонат | Чемпіонат | Кубок | Кубок | Єврокубки | Єврокубки | Інші  | Інші | Всього | Всього |
| Клуб              | Сезон             | Дивізіон            | Матчі     | Голи      | Матчі | Голи  | Матчі     | Голиs     | Матчі | Голи | Матчі  | Голи   |
| ----------------- | ----------------- | ------------------- | --------- | --------- | ----- | ----- | --------- | --------- | ----- | ---- | ------ | ------ |
| Кальмар           | 2024              | Аллсвенскан         | 15        | 1         | 1     | 0     | 0         | 0         | 0     | 0    | 16     | 1      |
| Клуб НКСТ         | 2024–25           | Челленджер Про-ліга | 7         | 0         | —     | —     | —         | —         | —     | —    | 7      | 0      |
| Брюгге            | 2024–25           | Про-ліга            | 0         | 0         | 0     | 0     | 0         | 0         | 0     | 0    | 0      | 0      |
| Всього за кар'єру | Всього за кар'єру | Всього за кар'єру   | 22        | 1         | 1     | 0     | 0         | 0         | 0     | 0    | 23     | 1      |